# Andrej Kim
Andrej Ivanovič Kim (bělorusky Андрэй Iванавiч Кім; * 26. února 1986) je běloruský mládežnický aktivista a politický vězeň. Student historie Běloruské státní univerzity.
10. ledna 2008 byl zadržený na deset dnů za účast v demonstraci živnostníků. Následně byl obviněn podle čl. 364 Tr. ř. RB („útok na příslušníka policie“).
22. března 2008 byl Andrej Kim odsouzen na 1,5 roku.